# Der Buick
Der Buick (Originaltitel: From a Buick 8) ist ein Roman des US-amerikanischen Schriftstellers Stephen King, der im Jahr 2002 veröffentlicht wurde.

## Inhalt
Der Teenager Ned Wilcox kann den Tod seines Vaters, des State Police Officers Curtis Wilcox, der auf Streife von einem betrunkenen Autofahrer getötet wurde, nicht verkraften und sucht Trost bei dessen ehemaligen Arbeitskollegen. Um seine Trauer zu überwinden, arbeitet er in seiner Freizeit im Polizeirevier und wird beim Putzen einer Fensterscheibe an einem alten Schuppen auf einen Buick Roadmaster aufmerksam, der dort verlassen steht. Neugierig wendet er sich an den Boss, Sandy Dearborn, der beschließt, ihm – schließlich mit Hilfe weiterer Polizeikollegen – die Geschichte des Buicks im Schuppen zu erzählen.
Eines Tages vor über 20 Jahren tauchte dieser an einer Tankstelle in der Nähe des Reviers auf. Der Fahrer, ein unheimlicher Typ in einem schwarzen Mantel, weist den Tankwart (durch eine Ironie des Schicksals genau denjenigen, der später Curtis Wilcox überfahren sollte) an, den Wagen vollzutanken und verschwindet spurlos.
Die State Police nimmt sich des herrenlosen Buicks an und beschließt schnell, ihn unter Verschluss zu halten, denn etwas stimmt an dem Gefährt nicht. Nicht nur, dass wesentliche Elemente im Motorraum fehlen, sodass das Auto eigentlich nicht fahren dürfte – die Reifen weisen Dreck ab, das Armaturenbrett ist eine Fassade, Kratzer im Lack verschwinden sofort wieder. Kaum ist der Wagen zur Polizeistation geschleppt worden, verschwindet einer der Polizisten für immer. Hat er sich den Wagen noch einmal alleine angesehen? Hat der Buick ihn verschluckt? Eine lächerliche Theorie, doch die Truppe kann sich einer sofortigen Abneigung gegen das Gefährt nicht erwehren. Da sich der Besitzer nicht meldet, bleibt der Buick in Schuppen B unter Verschluss.
Doch der Wagen entwickelt eine Art Eigenleben: Es beginnt mit einem völlig lautlosen, unerklärlichen, unbeschreiblich intensiven und dennoch scheinbar harmlosen Blitzlichtgewitter, das vom Wagen auszugehen scheint – und bald gebiert das Fahrzeug Wesen, die nicht aus unserer Welt sind. Ein fledermausähnliches Tier, eine nicht kategorisierbare Pflanze, Käfer oder auch merkwürdiges Laub sind nur einige Beispiele, manche sind sofort tot, alle sterben in kurzer Zeit, möglicherweise wegen der fremden Atmosphäre. Curtis ist völlig fasziniert, nimmt sogar an einem Kurs teil, um die Wesen sezieren zu können. Doch alle Untersuchungen sind erfolglos. Was die Tiere sind oder woher sie kommen, bleibt unergründbar.
An einem schicksalhaften Tag schließlich kommt alles zusammen: Ein menschenähnliches und doch völlig fremdartiges Monster erscheint noch lebend im Schuppen und ein verhafteter Junkie entflieht. Gemeinsam töten ein Trupp Polizisten das Wesen und der Junkie verschwindet. Auch ein Opfer des Buicks?
Sandy und seine Kollegen haben für Ned nur ein ernüchterndes Fazit ihrer Geschichte: Was der Buick ist, woher er kommt und welchen Zweck er erfüllt, bleibt absolut unerklärlich. Er ist einfach da. Sandy will Ned klarmachen, dass man, wenn man Polizist bei der Troop D sein möchte, mit diesem Rätsel leben lernen muss.
Ned aber zieht verrückte Zusammenhänge, um den Buick für den Tod seines Vaters verantwortlich zu machen und beschließt, nach dem Ende des Berichtes, sich selbst in dessen Innern in die Luft zu jagen, um den Wagen zu zerstören. Sandy und andere zu Hilfe Eilende können ihn retten, und Sandy erhascht einen furchtbaren Blick in eine andere Dimension, wo er unter anderem einen Hut und einen Cowboystiefel entdeckt – Beweise dafür, dass der Polizist und der Junkie in der Tat durch den Wagen hierher transportiert und einem unbekannten Schicksal ausgeliefert wurden.
Wiederum Jahre später, als Ned selbst schon in die Fußstapfen seines Vaters getreten ist, entdeckt er einen Sprung in der Windschutzscheibe des Buicks – das erste deutliche Zeichen, dass auch dieser Wagen letztlich "sterblich" ist.

## Hintergrundinformationen
- Der Roman wechselt ständig die Perspektive, da es mehrere Ich-Erzähler gibt; außerdem spielt die Rahmenhandlung 2001, die eigentliche Geschichte des Buicks aber vor allem zwischen 1979 und Mitte der 80er Jahre.
- Stephen King hat diesen Roman schon 1999 in seinem Buch Das Leben und das Schreiben angekündigt, in dem er bereits von der Autopsie an einer fledermausähnlichen Kreatur berichtet.
- Laut Nachwort kam King die Idee zu diesem Roman, als er, genau wie der Fahrer des mysteriösen Buicks, an einer Tankstelle in Pennsylvania hielt, um sich Benzin auffüllen zu lassen. Er entdeckte einen Bach und wollte sich diesen näher ansehen. Dabei rutschte er fast ab, konnte sich aber doch noch halten. Nun fragte er sich, was passiert wäre, wenn er in den Fluss gerutscht und ertrunken wäre. Was hätte der Tankwart mit dem Wagen getan?
- Das Buch weist nur eine direkte Parallele zu früheren Werken Kings auf: Zum einen ist das Auto nach der Lektüre des Romans Atlantis deutlich einem der dort auftauchenden „Niederen Männern“ zuzuordnen. Autos spielen auch in dem Roman Christine und der Kurzgeschichte Onkel Ottos Lastwagen aus der Sammlung Der Gesang der Toten bzw. The Secretary of Dreams eine zentrale Rolle. Eine weitere Verbindung existiert zum Roman Glas, dem vierten Teil der Der-Dunkle-Turm-Saga: Sandy Dearborn, eine der Hauptpersonen in Der Buick trägt denselben Nachnamen wie Will Dearborn, Rolands Alter Ego aus Glas.